# Diospyros ferrea
Diospyros ferrea är en tvåhjärtbladig växtart som först beskrevs av Willd., och fick sitt nu gällande namn av Bakh. Diospyros ferrea ingår i släktet Diospyros och familjen Ebenaceae.